# ريبيكا هندرسون
ريبيكا هندرسون (بالإنجليزية: Rebecca Henderson) مواليد 27 سبتمبر 1991 في كانبرا، هي دراجة أسترالية. شاركت في دورة الألعاب الأولمبية الصيفية.

## الميداليات
| الميدالية | المسابقة                  |
| --------- | ------------------------- |
| برونزية   | دورة ألعاب الكومنولث 2014 |

## روابط خارجية
- ريبيكا هندرسون على موقع أرشيف الدراجات (الإنجليزية)
- ريبيكا هندرسون على موقع نسبة الدراجات (الإنجليزية)
- ريبيكا هندرسون على موقع نسبة الدراجات (الإنجليزية)
- ريبيكا هندرسون على موقع MTB Data (الإنجليزية)
- ريبيكا هندرسون على موقع اللجنة الأولمبية الدولية (الإنجليزية)
- ريبيكا هندرسون على موقع أوليمبيديا (الإنجليزية)
- ريبيكا هندرسون على موقع اللجنة الأولمبية الأسترالية (الإنجليزية)